# Farmington, Mississippi
Farmington là một thành phố thuộc quận Alcorn, tiểu bang Mississippi, Hoa Kỳ. Năm 2010, dân số của thành phố này là 2 186 người.

## Dân số
- Dân số năm 2000: 2 143 người.
- Dân số năm 2010: 2 186 người.